# Campeonato Mundial de Ginástica Rítmica de 1996
O XX Campeonato Mundial de Ginástica Rítmica transcorreu entre os dias 19 e 23 de julho de 1996, na cidade de Budapeste, na Hungria.